# Bankstown, New South Wales

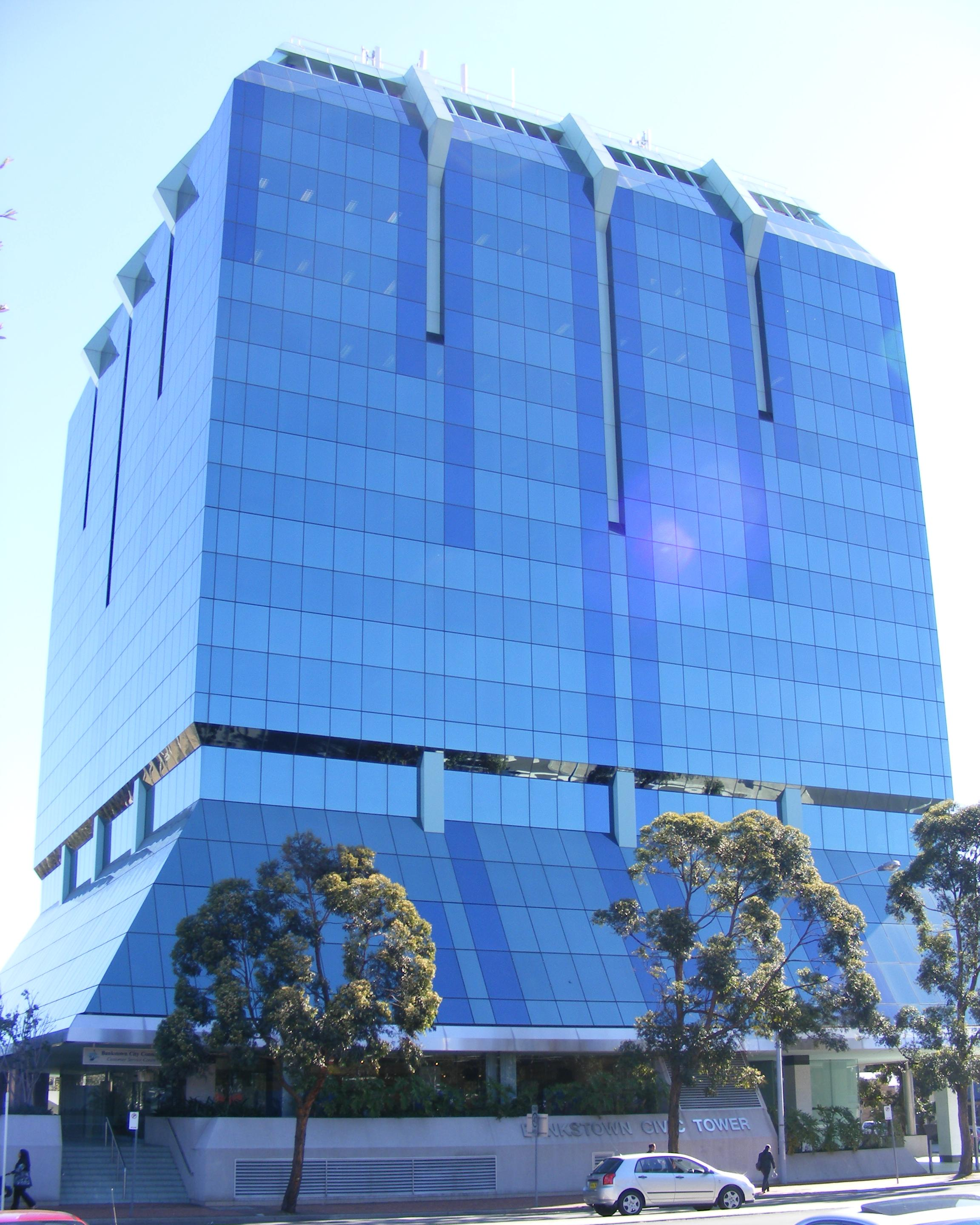
Bankstown Civic Tower

Bankstown este o suburbie în Sydney, Australia.

## Gallery

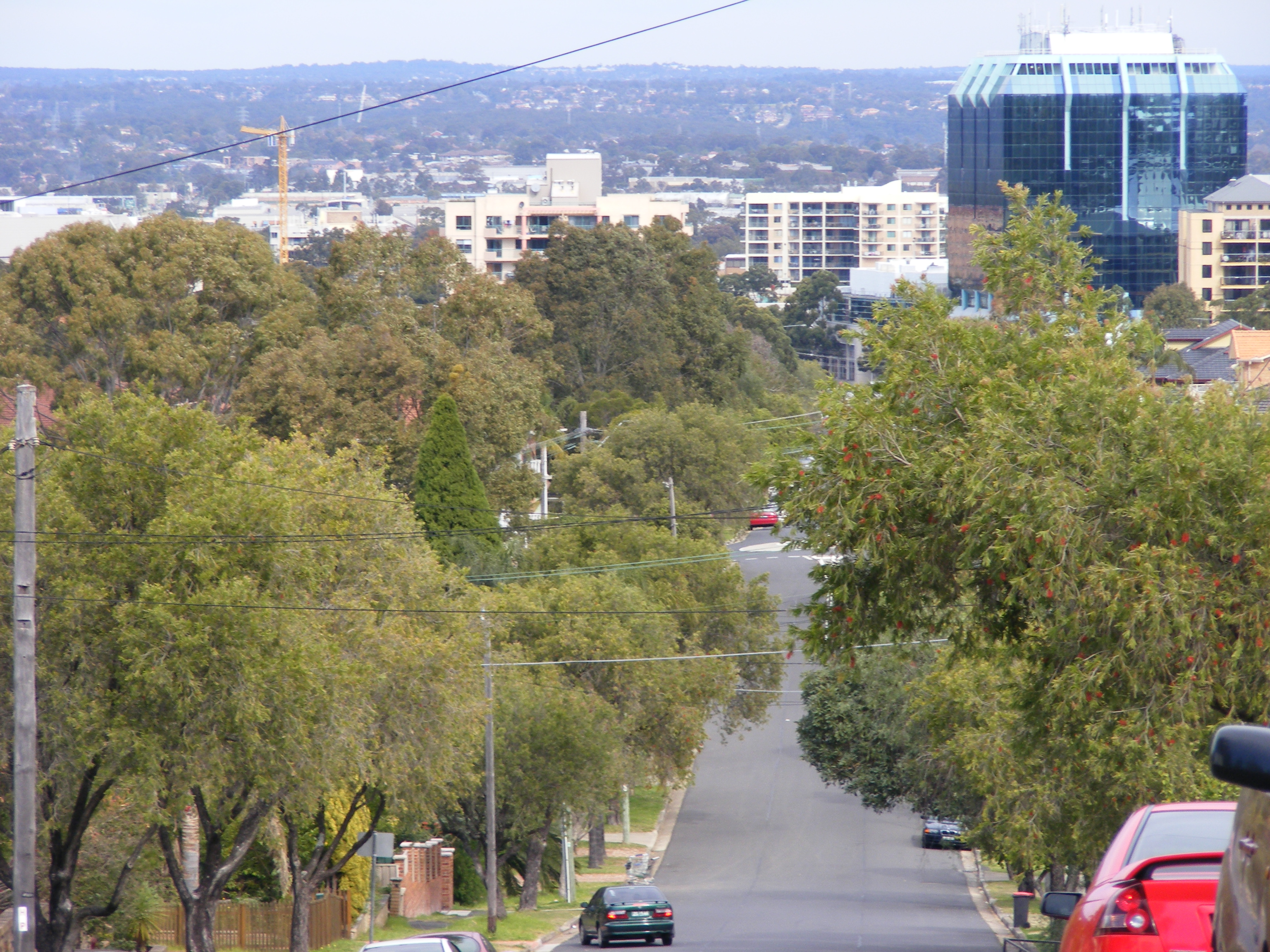
Panorama, Bankstown.
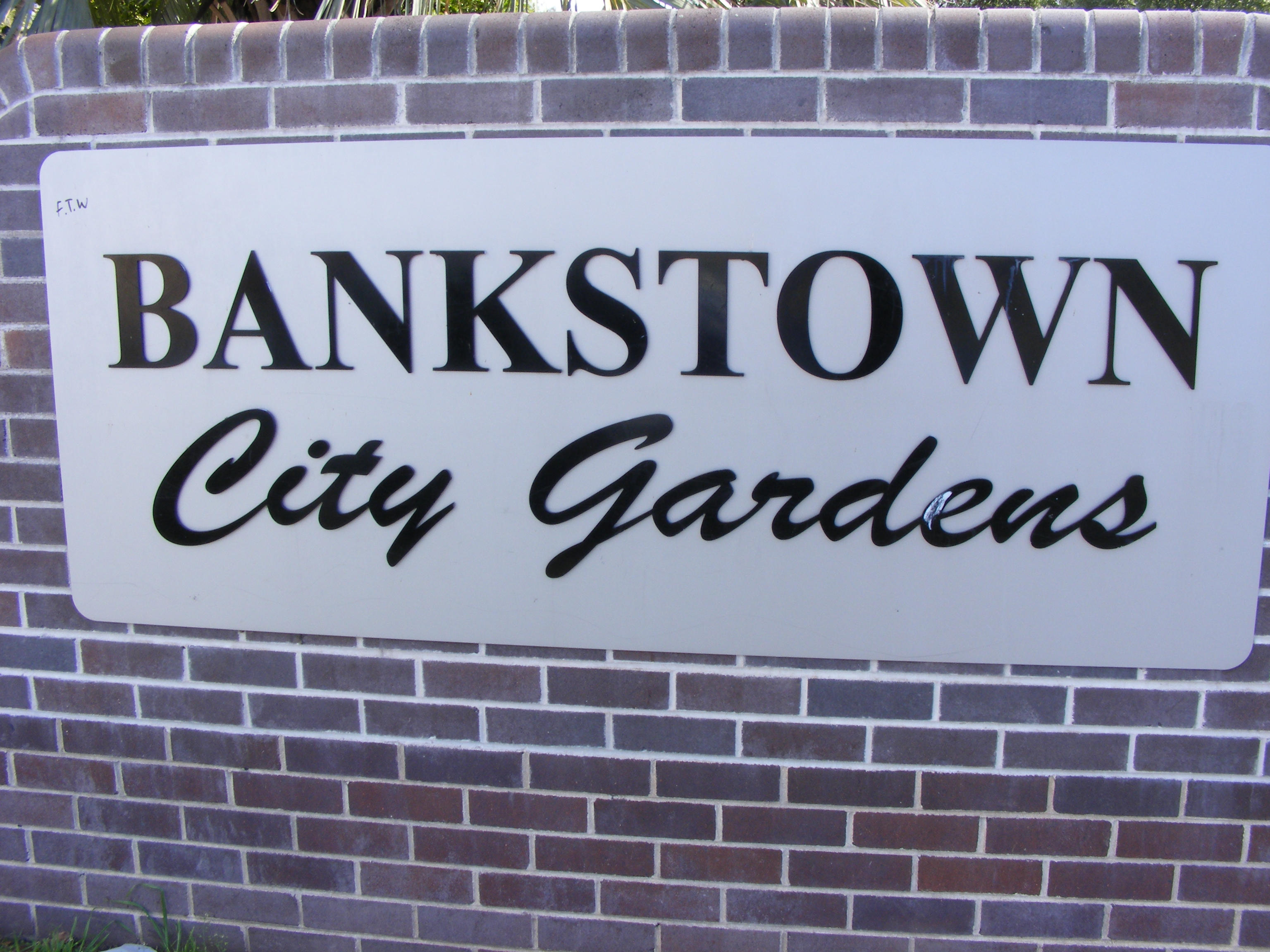
Gardens in Bankstown.
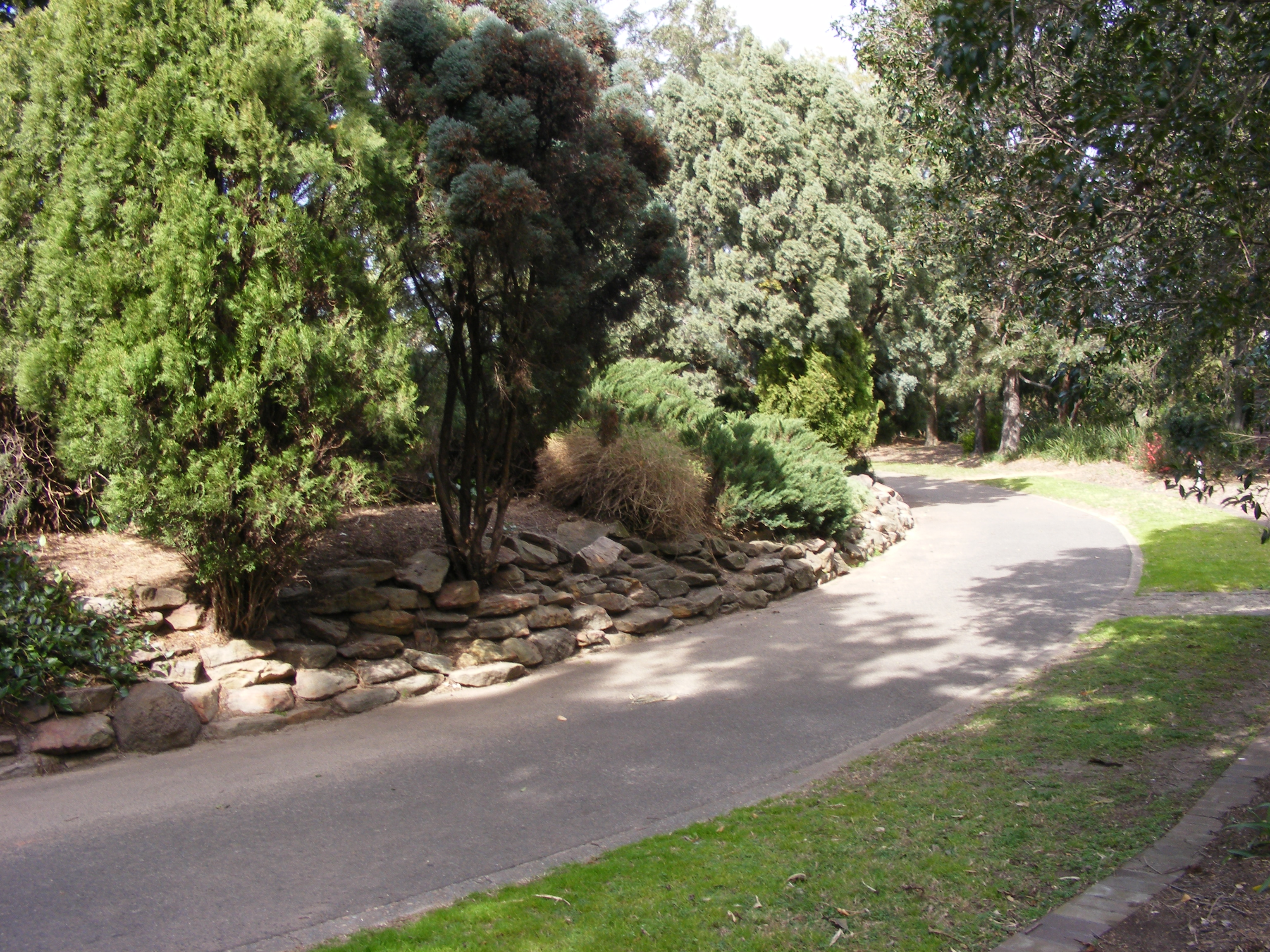
Gardens with the Park.
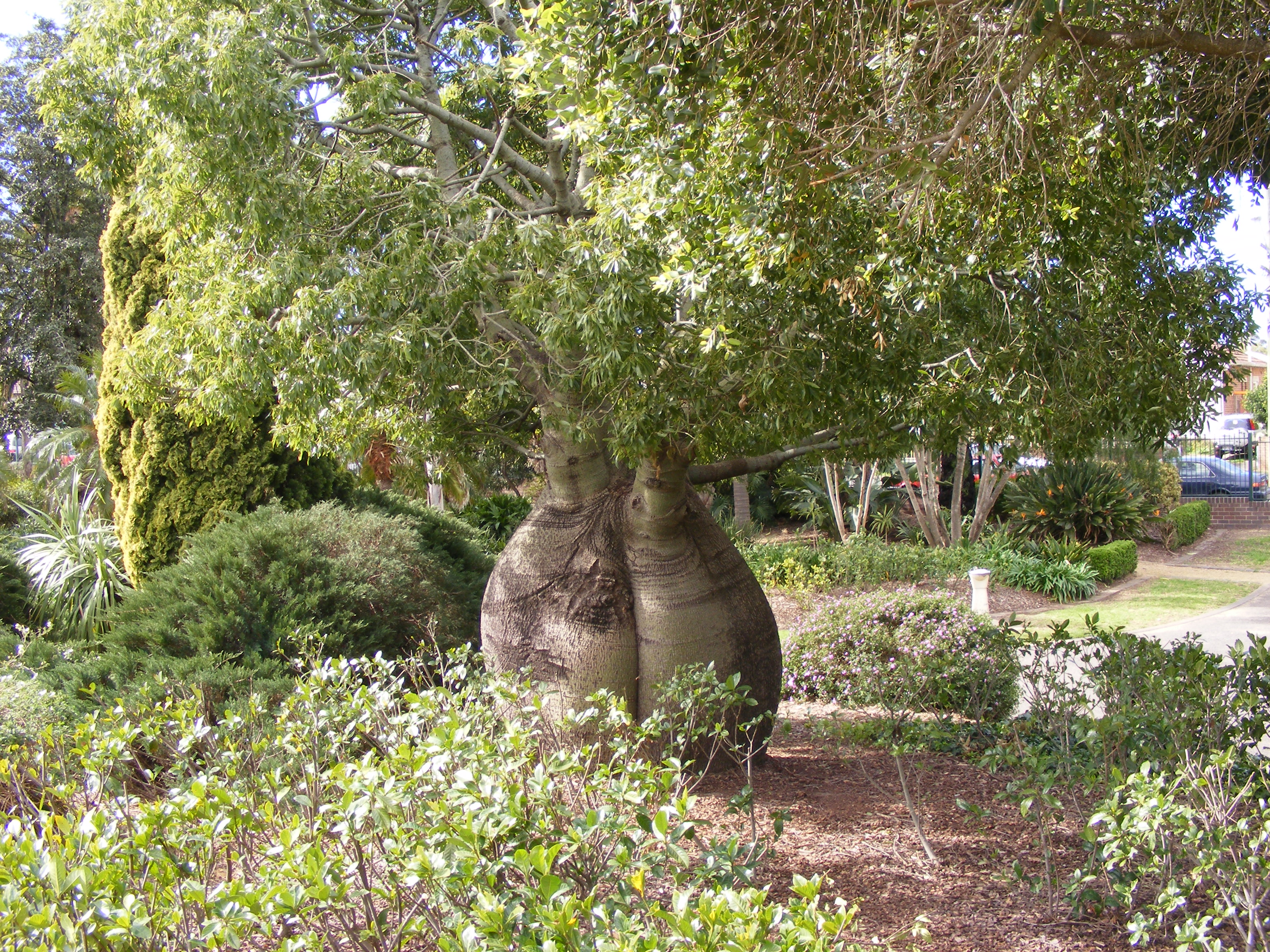
An Australian native tree In Bankstown Gardens